# Piper PA-32R
De Piper PA-32R is een Amerikaans eenmotorige laagdekker sportvliegtuig met een driewielig intrekbaar landingsgestel. De PA-32R werd eerst aangeduid als de Piper Cherokee Lance, later als Piper Lance en vervolgens als Piper Saratoga. Het door Piper Aircraft geproduceerde geheel metalen toestel met zes zitplaatsen maakte zijn eerste vlucht in augustus 1974.
Het ontwerp van de PA-32R begon als de Piper Cherokee Lance/ Piper Lance, een directe afgeleide van de Piper Cherokee Six, met de toevoeging van een intrekbaar landingsgestel (de 'R' in PA-32R staat voor Retractable landing gear). De rechte vleugels werden in 1980 vervangen door taps toelopende exemplaren en de naam werd veranderd in Piper Saratoga. 
In de vliegtuigmarkt moest de PA-32R concurreren met de Mooney M20, Cessna 210 Centurion en Beechcraft Bonanza.

## Varianten
PA-32R-300(1976–1978) Verkocht onder de naam Piper Cherokee Lance. Eerste versie van de PA-32 met intrekbaar landingsgestel.
PA-32RT-300(1978–1979) Verkocht als Lance II. Uitvoering met een T-staart.
PA-32RT-300T(1978–1979) Lance II met turbolader. Met kenmerkende ovale luchtinlaat onder de propeller.
PA-32R-301(1980–2007) Verkocht als Piper Saratoga. Uitgerust met een conventionele staartconfiguratie na klachten van piloten over de verslechterde bestuurbaarheid door de T-staart bij de PA-32RT-300 Lance II.
PA-32R-301T(1980–2009) Piper Saratoga met turbolader. Kleinere ronde luchtinlaten. Vanaf 1997 uitgerust met een Lycoming TIO-540-AH1A motor.
EMB-721C SertanejoIn licentie gebouwde PA-32R-300 and PA-32RT-300, 150 stuks geproduceerd.
EMB-721D SertanejoIn licentie gebouwde PA-32R-301, 55 stuks geproduceerd.

## Prominent ongeval
Op 16 juli 1999 kwam John F. Kennedy jr. op 38-jarige leeftijd om het leven, samen met zijn vrouw Carolyn Bessette en zijn schoonzuster Lauren, toen de door hem bestuurde Piper Saratoga neerstortte. Het vliegtuig belandde in de Atlantische Oceaan op weg van Essex County Airport in New Jersey naar Martha's Vineyard. De waarschijnlijke oorzaak was dat Kennedy de controle over de besturing verloor nadat hij door slecht zicht gedesoriënteerd was geraakt. 

## Specificaties
- Type: Cherokee Lance PA-32R-300
- Fabriek: Piper Aircraft
- Bemanning: 1
- Passagiers: maximaal 6
- Lengte: 8,46 m
- Spanwijdte: 10,01 m
- Hoogte: 2,90 m
- Vleugeloppervlak: 16,21 m²
- Leeg gewicht: 898 kg
- Maximum gewicht: 1633 kg
- Brandstof: 360 liter
- 1 × Lycoming IO-540-K1G5D zescilinder luchtgekoelde boxermotor, 300 pk (220 kW)
- Propeller: tweeblads Hartzell constant speed, diameter 2,03 m
- Eerste vlucht: 30 augustus 1974
- Gebouwd: 1975-2009

Prestaties:
- Maximumsnelheid: 291 km/u
- Kruissnelheid: 263 km/u
- Klimsnelheid: 5,1 m/s
- Plafond: 4600 m
- Vliegbereik: 1620 km